# Габі Джалло
Габі Джалло (нід. Gaby Jallo; нар. 1 січня 1989, Камишли) — нідерландський футболіст ассирійського походження, захисник клубу «Віллем II».
Насамперед відомий виступами за клуб «Гераклес» (Алмело).

## Ігрова кар'єра
У дорослому футболі дебютував 2009 року виступами за команду клубу «Гераклес» (Алмело), в якій провів три сезони, взявши участь у 12 матчах чемпіонату.
До складу клубу «Віллем II» приєднався 2012 року. Наразі встиг відіграти за команду з Тілбурга 1 матч в національному чемпіонаті.